# Emile Van den Dooren
Emile Henri Louis Albert Van den Dooren (Frasnes-lez-Buissenal, 18 mei 1826 - Brussel, 20 mei 1909) was een Belgisch senator en burgemeester.

## Levensloop
Hij was een zoon van notarisklerk Pierre Van den Dooren en van Pulchérie Seny. Hij trouwde met Rose Delalieux, dochter van de uitbater van steengroeven Gerard Delalieux, van wie Van den Dooren in 1860 de opvolging nam.
Hij werd industrieel, uitbater van steengroeven en ook suikerfabrikant, als afgevaardigd bestuurder van de Sucrerie de Feluy-Arquennes.
In 1868 werd hij verkozen tot gemeenteraadslid van Feluy en was er burgemeester van 1891 tot 1900.
In 1892 werd hij verkozen tot liberaal senator voor het arrondissement Charleroi en vervulde dit mandaat tot in 1900.